# Противоградовая ракета
Противоградовая ракета — ракета для предотвращения выпадения града.

## Принцип действия
Распыляет реагент в областях нового роста градовых и градоопасных облаков, который приводит к ускорению осадкообразования и выпадения дождевых осадков вместо градовых.

## Область применения
Противоградовые ракеты позволяют сократить потери сельскохозяйственных культур от града на 70—90 %. Основными объектами защиты являются: виноградники, чайные плантации, посевы зерновых, табака, хлопка. В странах СНГ применяются на Северном Кавказе, в республиках Закавказья, Молдавии, Украине, Таджикистане и Узбекистане. Из стран дальнего зарубежья — в Аргентине, Бразилии, Балканских странах (в Болгарии, Македония, Сербии, Словении, Хорватии, Черногории), Китае, Мексике и Монголии.

## История
Инициатором разработки противоградовых ракет в 1960-х годах был Высокогорный Геофизический институт. Работы велись в двух направлениях: ракеты нетрадиционной полутянущей схемы, которые после выполнения задания спускалась на парашюте по типу «Облако», и использование доработанных артиллерийских снарядов установки «Эльбрус».
Начиная с 1992 года организатором научно-технических разработок в противоградовой сфере в России является НПЦ «Антиград» г. Нальчик, директор Абшаев М. Т. — доктор физико-математических наук, профессор.

## Хронология
- 1931—1933 годы — в ЛенГИРДе (г. Ленинград) разрабатывался проект первой советской противоградовой ракеты известным физиком Яковом Перельманом и инженером Штерном.

В конце 1950-х годов прошли испытания противоградового артиллерийского снаряда «Эльбрус-2», который стреляли из 100-мм зенитного орудия КС-19. В дальнейшем были разработаны следующие варианты этого снаряда с улучшенными техническими характеристиками. Так, в начале 1980 года для 100-мм зенитного орудия КС-19 был создан снаряд "Эльбрус-4" с дальностью стрельбы 16 километров.
- 1961 год — ввод в эксплуатацию первой неуправляемой противоградовой ракеты «Алазань-1».
- 1964 год — появление первой противоградовой ракеты «Облако», которая спускалась на землю на парашюте.
- 1972 год — ввод в эксплуатацию модернизированных ракет «Алазань-2 (1 ст)» и «Алазань-2М» вместо «Алазань-1».
- 1970—1980 годы — твердотопливные противоградовые ракеты «Облако» были модернизированы и получили название «Облако-М».
- 1985 год — начало серийного производства противоградового ракетного комплекса «Небо» с 18 ствольной пусковой установкой «МС-280» с дистанционным пультом управления.
- 1987—1995 годы — разработка противоградовых ракет «Кристалл-1», «Кристалл-2», «Кристалл-3», которые в 2-15 раз эффективнее ракет «Алазань-2М».
- 1994 год — первые сведения о перспективной противоградовой ракете «Алан-1», оснащенной собственным ракетным комплексом «Алан М3».
- 1996 год — выпущена ракета «Алазань-5», российская модификация известного семейства «Алазань».
- 2000 год — выпущена усовершенствованная ракета «Алазань-6»[2].
- 2003 год — создан ракетный комплекс «Алан-2» в составе ракеты «Алан-2» и 36-ствольной полуавтоматизированный ракетной установки «Алан-МЗ».
- 2011 год — освоено производство новых экологически чистых ракет «Алазань-9», пришедших на смену ракетам «Алазань-6».
- 2014 год — создан малогабаритный противоградовый комплекс «Ас-Элия» в составе ракеты «Ас» и 36-ствольной автоматизированной ракетной установки «Элия-2» с дистанционным беспроводным управлением

## Современные противоградовые ракеты и комплексы

### В России
- Небо
- Алазань-9
- АС
- Алан-3
- Кристалл
- Дарг
- Sky Clear-6
- Алазань-10 — перспективная разработка

### В других странах
- Лоза, Лоза-2, Лоза-3 (Болгария)
- ТГ-10 (бывшая Югославия)
- JFJ-1 (Китай)
- МТТ-9 (Македония)
- Trayal D-6 (Сербия)
- WR-1B, WR-98 (Китай, «Shaanxi Zhongtian Rocket Technologies Co., Ltd»)